# Podjestřábí
Podjestřábí (německy Podjesterschab) je malá vesnice, část obce Všelibice v okrese Liberec. Nachází se asi čtyři kilometry jihovýchodně od Všelibic. Podjestřábí leží v katastrálním území Březová u Všelibic o výměře 2,65 km².

## Historie
První písemná zmínka o vesnici pochází z roku 1790.